# Мексиканска гигантска мускусна костенурка
Мексиканска гигантска мускусна костенурка (Staurotypus triporcatus) е вид костенурка от семейство Тинести костенурки (Kinosternidae). Видът е почти застрашен от изчезване.

## Разпространение
Разпространен е в Белиз, Гватемала, Мексико и Хондурас.

## Описание
Продължителността им на живот е около 33,5 години.